# Carlos Trápaga Barrientos
Carlos Trápaga Barrientos, (Ciudad de México, 3 de agosto de 1950 - Ciudad de México, 28 de julio de 2008) fue un futbolista, periodista y cronista deportivo mexicano, perteneció a las fuerzas básicas de los Pumas de la UNAM.
Trabajó en el periódico deportivo Esto durante 42 años, del cual fue director desde 1998.
Asistió como periodista a varios juegos Centroamericanos, Panamericanos y Mundiales Juveniles de Fútbol. También acudió a 6 Juegos Olímpicos y 8 Copas Mundiales de Fútbol. En 2007, fue galardonado con el Premio Nacional de Periodismo José Pages Llergo, por nota informativa. En 2008 recibió el "Balón de Platino" de la Federación Mexicana de Fútbol, único entregado a un periodista y post mortem, el "Fray Nano" que otorga la Federación Mexicana de Cronistas Deportivos. El Club de Fútbol Pachuca le rindió un emotivo homenaje previo a su partido con el Atlas, de la última fecha del apertura 2008, el 16 de noviembre de ese año. Grupo Renovación Taurina 2000, instaura el trofeo "Carlos Trápaga" para ser entregado, año con año, a los mejores toreros de sus ferias en las diferentes plazas de la República Mexicana, correspondiéndole en el 2009 a Eulalio López "Zotoluco".
Carlos Trápaga falleció el 28 de julio de 2008 por complicaciones de Cáncer de colon.